# Фергюсон, Сэмюэл
Сэр Сэмюэл (Самюэль, Самуэль) Фергюсон (Фергусон) (англ. Samuel Ferguson, 10 марта 1810[…], Белфаст — 9 августа 1886[…], Хоут, Фингал) — ирландский писатель

, поэт, адвокат, археолог, архивист, антиквар, художник и государственный служащий; президент Ирландской королевской академии (RIA) в Дублине  (1882), основатель Ирландского музея древностей.

## Биография
Сэмюэл Фергюсон родился 10 марта 1810 года в городе Белфасте и был третьим сыном Джона Фергюсона и Агнес (урождённой Нокс). Его мать была прекрасным собеседником и любительницей литературы; она часто читала своим шестерым детям произведения Шекспира, Вальтера Скотта, Китса, Шелли и других англоязычных авторов, что, по всей видимости, и определило судьбу юного Сэмюэля. Учился в Белфастской королевской академии и Белфастском королевском академическом институте. Позже он переехал в Дублин, чтобы приобрести юридическое образование в Тринити-колледже, где и получил степень бакалавра в 1826 году и степень магистра права в 1832 году.
Отец Сэмюэля Фергюсона растратил семейное имущество, и юноша был вынужден содержать себя в студенческие годы самостоятельно. Он начал писать и уже к 22 годам стал постоянным автором журнала «Blackwood’s Magazine». В 1838 году его пригласили в коллегию адвокатов, но он продолжал писать и публиковать как в упомянутом выше «Blackwood’s», так и в «Dublin University Magazine».
Фергюсон поселился в Дублине, где занимался юридической практикой. В 1846 году он посетил европейские музеи, библиотеки и археологические памятники, тесно связанные с ирландской наукой, что помогло ему в основании Ирландского музея древностей.
В 1848 году Фергюсон женился на Мэри Катрин Гиннесс (1823–1905), троюродной племяннице Артура Гиннесса и старшей дочери Роберта Рунделла Гиннесса, основавшего банк «Guinness Mahon». В то время он защищал молодого поэта Иреландера Ричарда Далтона Уильямса. Сэмюэл Фергюсон ушёл из адвокатуры в 1867 году, когда был назначен первым заместителем хранителя государственных архивов Ирландии.

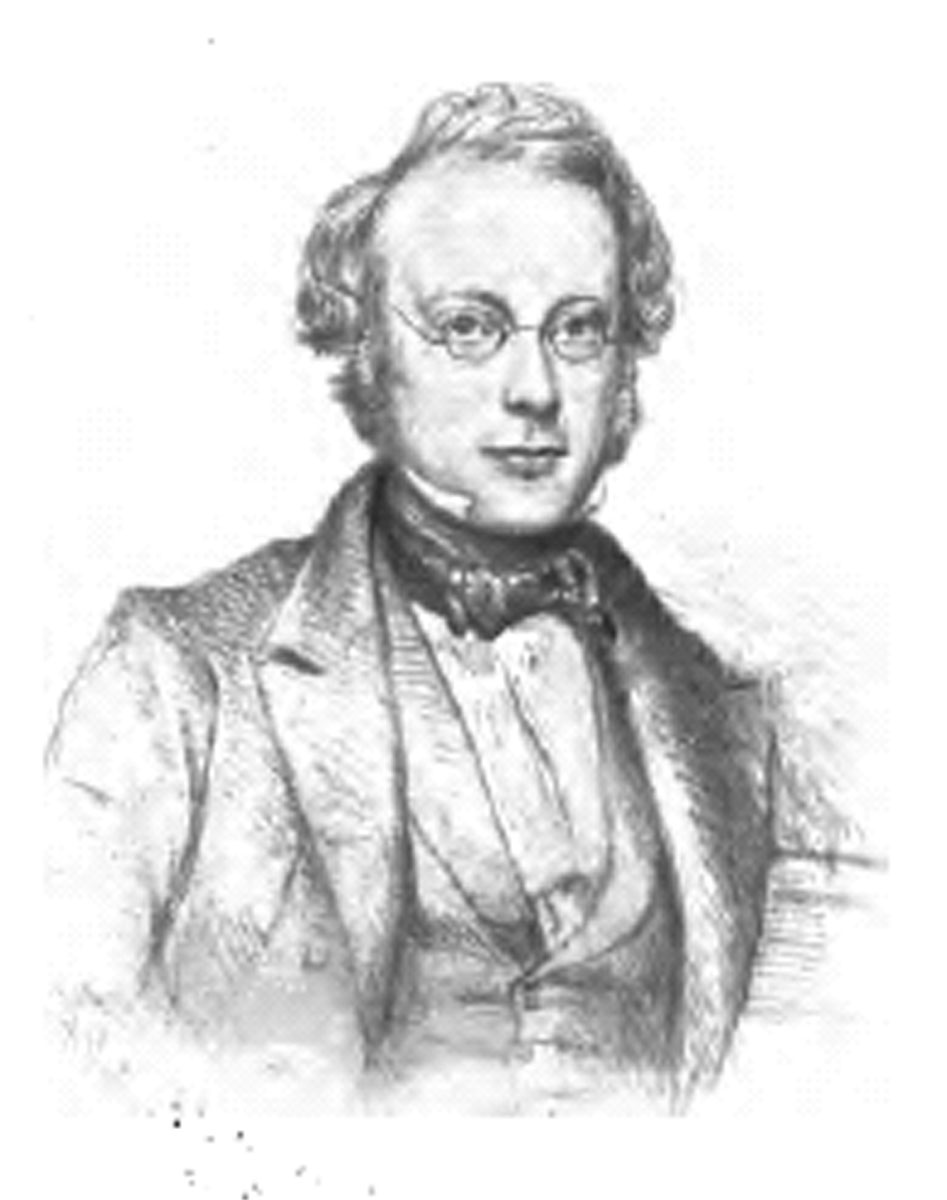
Сэмюэл Фергюсон
(рисунок сделан женой Фергюсон, Мэри Катрин в 1896 году)

Помимо своих стихов, Фергюсон опубликовал ряд статей на темы, представляющие интерес для ирландцев, в антикварные журналы. В 1863 году он путешествовал по Бретани, Ирландии, Уэльсу, Англии и Шотландии, чтобы изучить мегалиты и другие археологические памятники. Эти исследования были важны для его главной антикварной работы «Огамские надписи в Ирландии, Уэльсе и Шотландии», которая была отредактирована после его смерти его вдовой Мэри Катрин Фергюсон и опубликована в 1887 году.
После выхода сборника стихотворений Фергюсона «Lays of the Western Gael» в 1865 году, ему была присуждена степень honoris causa от Тринити. Он написал множество своих стихов с ирландскими и английскими переводами и в 1878 году получил рыцарское звание.
В 1882 году Сэмюэл Фергюсон был избран президентом Ирландской королевской академии, организации, занимающейся развитием науки, литературы и археологических исследований. Его дом на улице Норт-Грейт-Джордж в Дублине был открыт для всех, кто интересовался искусством, литературой, антиквариатом или музыкой.
Сэмюэл Фергюсон умер 9 августа 1886 года в Хоуте и был похоронен в Донегоре в ирландском графстве Антрим.